# Dorylus furcatus
Dorylus furcatus is een mierensoort uit de onderfamilie van de Dorylinae. De wetenschappelijke naam van de soort is voor het eerst geldig gepubliceerd in 1872 door Gerstäcker.